# Gondia
Gondia, auch Gondiya, ist eine Stadt im Bundesstaat Maharashtra im Westen Indiens. Sie ist Verwaltungssitz des gleichnamigen Distrikts Gondia. Gondia wird als Municipal Council verwaltet. Von Gondia aus sind es nach Mumbai 950 Kilometer. Gondia liegt sehr nahe an den Bundesstaaten Madhya Pradesh und Chhattisgarh und gilt als Tor nach Maharashtra von Zentral- und Ostindien aus. Der Municipal Council Gondia wurde 1920 gegründet.

## Demografie
Die Einwohnerzahl der Stadt liegt laut der Volkszählung von 2011 bei 132.813. Gondia hat ein Geschlechterverhältnis von 997 Frauen pro 1000 Männer und damit einen für Indien üblichen Männerüberschuss. Die Alphabetisierungsrate lag bei 93,3 % im Jahr 2011. Knapp 76,2 % der Bevölkerung sind Hindus, ca. 13,8 % sind Buddhisten, ca. 7,5 % sind Muslime, ca. 0,8 % sind Sikhs, ca. 0,7 % sind Jainas, 0,5 % sind Christen und ca. 0,6 % gehören anderen oder keiner Religionen an. 9,9 % der Bevölkerung sind Kinder unter sechs Jahren.

## Infrastruktur
Der Gondia Junction Bahnhof ist Teil der Central Railway Division der Indian Railways. Er befindet sich an der Strecke Haora nach Mumbai.
Der Gondia Airport liegt in der Nähe des Dorfes Kamtha, 12 km von Gondia entfernt. Diese Landebahn wurde 1940 von den Briten während des Zweiten Weltkriegs gebaut.